# トレビゾンドへのチェルケス人の襲撃
1458年、黒海沿岸地域が不安定であった時期に、チェルケス人の艦隊がアルタビルの指揮の下でトレビゾンド帝国に対して軍事的な襲撃を行った。この襲撃により、都市は一時的に占領され、トレビゾンド軍の指揮官（名前は不明）とその息子、そして数百人の住民が殺害されたと報告されている